# The Violent Sleep of Reason
The Violent Sleep of Reason – ósmy album studyjny szwedzkiej grupy muzycznej Meshuggah. Wydawnictwo ukazało się 7 października 2016 roku nakładem wytwórni muzycznej Nuclear Blast. Nagrania zostały zarejestrowane w duńskich Puk Recording Studios we współpracy z producentem muzycznym Tue Madsenem.
Materiał był promowany teledyskiem do utworu „Clockworks”, który wyreżyserował Julius Horsthuis.

## Lista utworów
Opracowano na podstawie materiału źródłowego.
| Nr  | Tytuł utworu              | Słowa           | Muzyka                          | Długość |
| --- | ------------------------- | --------------- | ------------------------------- | ------- |
| 1.  | „Clockworks”              | Tomas Haake     | Tomas Haake, Dick Lövgren       | 07:15   |
| 2.  | „Born in Dissonance”      | Tomas Haake     | Mårten Hagström                 | 04:34   |
| 3.  | „MonstroCity”             | Tomas Haake     | Tomas Haake, Dick Lövgren       | 06:13   |
| 4.  | „By the Ton”              | Tomas Haake     | Tomas Haake, Fredrik Thordendal | 06:04   |
| 5.  | „Violent Sleep of Reason” | Tomas Haake     | Tomas Haake, Dick Lövgren       | 06:51   |
| 6.  | „Ivory Tower”             | Mårten Hagström | Mårten Hagström                 | 04:59   |
| 7.  | „Stifled”                 | Tomas Haake     | Tomas Haake, Dick Lövgren       | 06:31   |
| 8.  | „Nostrum”                 | Tomas Haake     | Tomas Haake, Dick Lövgren       | 05:15   |
| 9.  | „Our Rage Won't Die”      | Tomas Haake     | Tomas Haake, Dick Lövgren       | 04:41   |
| 10. | „Into Decay”              | Tomas Haake     | Tomas Haake, Mårten Hagström    | 06:32   |
|     |                           |                 |                                 | 58:55   |

## Twórcy
Opracowano na podstawie materiału źródłowego.
| - Jens Kidman - wokal prowadzący - Fredrik Thordendal - gitara - Mårten Hagström - gitara - Dick Lövgren - gitara basowa - Tomas Haake - perkusja, wokal wspierający |  | - Thomas Eberger - mastering - Keerych Luminokaya, Rob Kimura - okładka, oprawa graficzna - Tue Madsen - miksowanie, realizacja nagrań, produkcja muzyczna - Olle Carlsson - zdjęcia |